# Mlandangan
Mlandangan is een bestuurslaag in het regentschap Nganjuk van de provincie Oost-Java, Indonesië. Mlandangan telt 3491 inwoners (volkstelling 2010).